# Blue Origin
Blue Origin — приватна аерокосмічна компанія, що розташована за 40 км на північ від міста Ван-Горн (англ. Van Horn), округ Калберсон (англ. Culberson County), штат Техас (англ. Texas), США. Компанію очолює засновник Amazon.com Джефф Безос.
Космодром розташовується на території ранчо, що належить Джеффу Безосу. Загальна площа космодрому становить близько 165 тис. акрів (близько 668 км2), при цьому сама стартова зона займає лише 18 тис. акрів (прибл. 72 км2). Решту площі космодрому займає монтажний корпус, випробувальні стенди, тренувальний центр для комерційних пасажирів, посадкова зона і т. д.
Компанія повідомляє дуже мало відомостей про хід робіт і про технічні характеристики створюваного нею суборбітального корабля, що отримав назву New Shepard на честь Алана Шепарда, який здійснив перший 15-хвилинний суборбітальний політ у травні 1961 року. Велика частина інформації про хід реалізації проєкту стає відомою не від самої компанії, а з повідомлень американських державних органів, як-от Федерального управління цивільної авіації США (англ. Federal Aviation Administration - FAA).
У березні 2018 року з'явились повідомлення, що Blue Origin займатиметься доставкою людей до космічного готелю Aurora. Також очікується, що Blue Origin візьме на себе доставку вантажів та необхідного обладнання для створення готелю.
У травні 2021 року компанія оголосила, що вже у липні 2021 року запустить перший космічний корабель на висоту 100 км. Серед 4 членів екіпажу буде один пасажир, який придбає своє місце на аукціоні. Політ було здійснено 20 липня.
13 жовтня 2021 року компанія Blue Origin здійснила другий успішний туристичний політ на орбіту Землі з туристами. На борту був 90-річний актор Вільям Шетнер, відомий за роллю Капітана Кірка у серіалі «Зоряний шлях» (Star Trek).
Крім Шетнера, у цьому польоті брали участь: віце-президент компанії Blue Origin Одрі Пауерс (Audrey Powers), співзасновник компанії Planet Labs Кріс Бошуізен (Chris Boshuizen) і менеджер французької корпорації з виробництва медичного програмного забезпечення Dassault Systèmes Глен де Вріс (Glen de Vries).

## Хронологія
- 13 січня 2005 визначено місце для будівництва космодрому. Ним стала територія спеціально придбаного Джеффом Безосом для цієї мети ранчо Корн Ранч (англ. Corn Ranch), розташованого за 40 км на північ від міста Ван-Хорн (англ. Van Horn), штат Техас.
- 13 листопада 2006 з нового космодрому Корн Ранч провели перший випробувальний запуск корабля Goddard[en] (прототипу створюваного корабля New Shepard). Корабель стартував о 12:30 UTC (14:30 за київським часом) і досягнув висоти приблизно 87 м. Політ тривав близько 25 с. Фото та відеоролик про випробування виклали на сайті компанії лише 2 січня 2007 року. Інших подробиць про випробування поки не повідомлялося.
- 30 листопада 2006, за інформацією компанії, з 11 листопада по 2 грудня часу повинен був відбутися другий пуск корабля власної розробки. За деякими повідомленнями, 2 грудня двічі робилася спроба запуску, але він так і не відбувся. Причина скасування старту невідома.
- 22 березня 2007 відбувся другий випробувальний політ корабля Goddard[en]. Будь-яка інформація про політ відсутня.
- 19 квітня 2007 відбувся третій випробувальний політ корабля Goddard[en]. Будь-яка інформація про політ відсутня.
- 21 червня 2007 в інтернеті з'явилися анонімні повідомлення про спробу проведення 21 червня ще одного випробувального польоту.
- 23 листопада 2015 року компанії вдалося здійснити успішну посадку на Землю ракети New Shepard після запуску, що робить її першою ракетою, яка м'яко приземлилася та залишилася неушкодженою після польоту в космос[6].
- 22 січня 2016 року здійснено другий успішний запуск. New Shepard досягнув висоти 101,7 км, після чого капсула й двигун м'яко повернулися на землю для відновлення та повторного використання[7]
- 2 квітня 2016 року та сама ракета-носій New Shepard виконала третій політ, досягнувши висоти у 103,8&nbs;км та успішно приземлившись у визначеному місці[8].
- 19 червня 2016 року було здійснено новий політ New Shepard. Цього разу непілотована капсула із науковим обладнанням, від'єднавшись від носія, досягла висоти у 101 км, після чого успішно приземлилася. Носій також успішно приземлився у визначеному місці[9].
- 6 жовтня 2016 року було здійснено п'ятий тестовий запуск ракети New Shepard з випробуванням системи аварійного порятунку (САП). Після 45 с польоту ракети активувалась САП. Капсула для пасажирів та екіпажу відокремилась від ракети на висоті 4893 м, полетіла у бік, і після досягнення висоти у 7092 м почала спускатися. Приземлення капсули відбулося штатно. Ракета після спрацювання системи аварійного порятунку продовжила підйом, досягнувши висоти 93713 м. Після 7 хв. 29 с польоту ракета успішно приземлилася[10].
- 29 квітня 2018 року відбулося друге успішне випробування New Shepard 3[11].
- 13 жовтня 2020 року всьоме запустили багаторазову ракету New Shepard на висоту 100 км[12]
- 14 квітня 2021 року вдруге запустили оновлену багаторазову ракету New Shepard. Замість пасажирів був манекен Скайвокера. Ракета-носій доправила капсулу на висоту близько 100 км і приземлилася через 7 хв. Капсула із манекеном досягла висоти 106,5 км і приземлилася на парашутах через 10 хвилин[13].
- 5 травня 2021 року компанія виставила на своєму сайті на аукціон одне місце із майбутньої місії у липні 2021 року. До кандидатів є деякі вимоги: маса від 110 до 223 футів (від 50 до 101 кг), а зріст має бути від 5 футів до 6 футів і 4 дюйми (від 152 до 193 см). Також кандидат має бути готовий витримати перевантаження 3G під час старту і 5,5G під час приземлення[14].
- 20 липня 2021 року космічний корабель New Shepard здійснив свій перший комерційний космічний політ. New Shepard досяг максимальної висоти в 107 км, а максимальна швидкість ракети під час запуску становила майже 3600 км/год. Увесь політ тривав 10 хв. і 10 с. Члени екіпажу New Shepard — Джефф Безос, його брат Марк Безос, а також 18-річний Олівер Дамен і 82-річна Воллі Фанк[15].
- 13 жовтня 2021 року здійснений наступний туристичний політ Blue Origin. Ракета стартувала зі стартового майданчика у Західному Техасі[16][17][18].
- 25 жовтня 2021 Blue Origin і Sierra Space оголосили про плани побудувати космічну станцію, яка буде побудована на низькій навколоземній орбіті на комерційній основі. Станція повинна почати функціонувати в період між 2025 і 2030 роками. 2 грудня компанія Orbital Reef, очолювана Blue Origin і Sierra Space, підписання контракт з NASA на $130 млн[19][20][21][22][23][24].
- 3 грудня 2021 року генеральний директор ULA Торі Бруно повідомив, що Blue Origin проводить «останнє тестування» двигунів BE-4, які підсилять ракету Vulcan. Ракета-носій Vulcan компанії United Launch Alliance (ULA) має замінити на службі Atlas V, де використовували російські двигуни РД-180[25][26].

## Космічний корабель New Shepard
Тримісний корабель New Shepard, який розробляє компанія, розрахований на здійснення вертикальних зльотів і посадок. Космічний апарат конічної форми має близько 15 м у висоту і 6 м у діаметрі біля основи. Апарат складається з двох модулів — двигунного відсіку й капсули екіпажу, у якій можуть знаходиться три й більше осіб.
Загальна маса палива — близько 54 тонн. Тяга двигунів, що працюють на водні, повинна скласти приблизно 100 тонн. За 110 с вони повинні підняти апарат на висоту 40 км, далі двигуни вимкнуться, а підйом продовжиться за інерцією.
Корабель повинен підніматися на висоту близько 100 км, після чого — переходити на посадкову траєкторію. Повторний запуск двигунів проводиться для посадки на космодром Корн Ранч (англ. Corn Ranch). Загальна тривалість польоту складе приблизно 10 хв. Інтервал між польотами повинен становити не більше тижня.
Передбачається, що створюваний корабель буде заснований на концепції багаторазового корабля, що створюється компанією McDonnell Douglas, з вертикальним зльотом і посадкою Delta Clipper DC-XA.
Станом на жовтень 2024 року здійснено 27 запусків New Shepard. Місія NS-27 компанії Blue Origin стартувала 23 жовтня 2024 року, об 11:30 ранку за східним часом (15:30 за Грінвічем).

## Ракета-носій New Armstrong
Під час анонсу ракети-носія New Glenn, Безос згадав, що наступний проєкт після New Glenn матиме назву New Armstrong, без жодних подробиць щодо цього проєкту.

## Ракета-носій New Glenn
Вже через рік після початку розробки орбітальної системи, Blue Origin зробила заяву у вересні 2015 року щодо існування нової орбітальної ракети-носія
У січні 2016 року Blue Origin повідомила, що нова ракета-носій має бути набагато більшою, ніж New Shepard, хоча це буде найменша зі серії орбітальних апаратів Blue Origin. Компанія пообіцяла надати більш детальний опис розробок 2016 року
У вересні 2016 року анонсували офіційну назву ракети — New Glenn Перший ступінь ракети матиме сім двигунів BE-4, які розробить і виготовить компанія Blue Origin. Перший ступінь багаторазового використання, як і попередня суборбітальна ракета-носій New Shepard.

## Боротьба за висадку на Місяць
У серпні 2021 року Космічна компанія Blue Origin подала до суду на NASA через її контракт зі SpaceX. Через позив Національне управління з аеронавтики і дослідження космічного простору (NASA) припинило будівництво космічного модуля для висадки на Місяць, яким займається компанія Ілона Маска SpaceX. Численні позови Blue Origin, що заперечують перемогу SpaceX на відкритому аукціоні, призведуть до зриву початку місії Artemis, що була запланована на 2024 рік.
Blue Origin програла судовий процес проти Національного управління з аеронавтики та дослідження космічного простору (NASA). Суддя Річард Гертлінг, який займається справою федерального суду, у четвер 4 листопада 2021 року постановив, що клопотання Blue Origin про винесення рішення на її користь було відхилено.